# إدي كوين
إدموند كوين المعروف بإسم إدي كوين (بالإنجليزية: Eddie Quinn)‏(22 مايو 1906-14 ديسمبر 1965)، مدير ومروج أمريكي للمصارعة المحترفة في كندا والولايات المتحدة.

## سيرته
ولد كوين في والثام بولاية ماساتشوستس ونشأ بها، وانخرط في الملاكمة عندما كان شابًا، نظم أحداث الملاكمة والمصارعة في نيو إنغلاند ومدن أخري مثل سانت لويس،ميسوري، شيكاغو، إلينوي، مونتريال، وكيبك.
تولى لاحقًا وظيفة سائق سيارة أجرة في بروكلين، وماساتشوستس، وفي الثلاثينيات من القرن الماضي بدأ في الترويج لعروض المصارعة المحترفة في ماساتشوستسز.
توفي كوين بسبب نزيف دماغي في عام 1965.
1. 1 2 3  "SLAM! Wrestling Canadian Hall of Fame: Eddie Quinn". SLAM! Wrestling. 24 أبريل 2010. مؤرشف من الأصل في 2013-01-15. اطلع عليه بتاريخ 2023-02-25.{{استشهاد ويب}}:  صيانة الاستشهاد: BOT: original URL status unknown (link)
2. ↑  Richler, Mordecai (2004). Dispatches from the Sporting Life. Globe Pequot. ص. 130. ISBN:1-59228-300-4. مؤرشف من الأصل في 2023-02-25.
3. ↑  ""Eddie Quinn". Canadian Pro Wrestling Page of Fame". مؤرشف من الأصل في 2010-03-12. اطلع عليه بتاريخ 2010-04-24.{{استشهاد ويب}}:  صيانة الاستشهاد: BOT: original URL status unknown (link)